# 最後一次接觸
《最後一次接觸》（法語：Joyeuses Pâques）是一部1984年法國喜劇電影，由喬治·羅納執導。本片与和沒有任何關係。

## 剧情
斯特凡納是一个富有的工业家，更是一个情场高手。他以为妻子索菲在白天乘飞机离开，于是他把无处可住的朱莉带回了家。但是一次突然的罢工阻止了索菲离开，她在深夜悄然回家，撞见了他们。为了摆脱困境，斯特凡納声称朱莉是他的女儿，他之前忘记告诉索菲这个事实。而且在这次混乱的对话中，朱莉编造了自己怀孕的故事。这些谎言引发了更多的谎言，斯特凡納越陷越深，陷入了麻烦之中。

## 演員
- 让-保罗·贝尔蒙多 飾 斯特凡納
- 苏菲·玛索 飾 朱莉
- 瑪麗亞·勒福雷（英语：Marie Laforêt） 飾 索菲
- 蘿西·華爾特（英语：Rosy Varte） 飾 朱莉的母親
- 米歇爾·伯恩（英语：Michel Beaune） 飾 魯索
- 瑪莉亞-克莉絲汀·德斯庫爾德（法语：Marie-Christine Descouard） 飾 梅勒